# Blepisanis melanocephala
Blepisanis melanocephala là một loài bọ cánh cứng trong họ Cerambycidae.